# Alaíde Ventura Medina
Alaíde Ventura Medina (Xalapa, México, 1985) es una antropóloga, escritora y editora mexicana. En 2019 fue ganadora del primer lugar del V Premio Mauricio Achar de Literatura Random House por su novela Entre los rotos y en 2018 del premio Gran Angular por su novela Como caracol.

## Biografía
Estudió Antropología en la Universidad Veracruzana y en la Universidad Nacional Autónoma de México, y el máster en Escritura Creativa de la Universidad de Texas en El Paso. Ha escrito para diferentes medios como Canal Once, Televisión Educativa, MTV y Time Out México. Desde 2018 empezó a escribir el Blog #PizzaYYogurt en Este País y ese mismo año recibió el Premio de Literatura Juvenil Gran Angular por su novela Como caracol que trata sobre la relación entre tres generaciones (abuela, hija/madre y nieta) atravesadas por las dificultades de una enfermedad, los secretos familiares y los cambios en la adolescencia. Al año siguiente obtuvo el premio Random House por Entre los rotos, novela en la que la narradora, a través de un álbum de fotografías reconstruye las memorias con su hermano.

## Obra
- Como caracol (2018)
- Entre los rotos (2019)
- Autofagia (2023)[8]